# Prosotas elsa
Prosotas elsa är en fjärilsart som beskrevs av Grose-smith 1895. Prosotas elsa ingår i släktet Prosotas och familjen juvelvingar. Inga underarter finns listade i Catalogue of Life.